# Federalna televizija
Federalna televizija (Federalna TV, FTV) – bośniacka stacja telewizyjna. Została założona w 2001 roku.